# 4 de mayo
El 4 de mayo es el 124.º (centésimo vigesimocuarto) día del año en el calendario gregoriano y el 125.º en los años bisiestos. Quedan 241 días para finalizar el año.

## Acontecimientos
374: en el actual México ―de acuerdo con las estelas de la ciudad de Tikal (en la actual Guatemala)―, el aristócrata teotihuacano Atlatl Cauac (‘búho lanzadardos’, f. 439) accede al trono de la ciudad de Teotihuacán (50 km al noreste de la actual Ciudad de México).
- 1443: el rey de Portugal, Alfonso V, exige el pago de diezmos a los colonos de las islas Azores.
- 1455: en el Reino nazarí de Granada, las huestes cristianas de Enrique IV de Castilla entran en los pueblos de Alora, Coín y Cártama (actual provincia de Málaga), arrasando campos de cereal y viñas.
- 1502: Cristóbal Colón inicia su cuarto viaje a América.
- 1515: en Roma, el papa León X prohíbe la impresión de libros no aprobados por la Inquisición.
- 1561: Luis Fajardo de la Cueva, ii marqués de los Vélez, repele un ataque del corsario otomano Uluj Alí contra Cartagena (España) en la batalla de Santa Mónica.
- 1589: en España, el corsario inglés Francis Drake comienza su ataque contra La Coruña, al mando de la Invencible Inglesa o Contraarmada, la gigantesca armada -mayor que la Invencible- que la reina Isabel de Inglaterra envió a España tras el fracaso de Felipe II de invadir Inglaterra. El cual terminaría en desastre para los británicos; "De los 27.667 hombres que formaban la flota inglesa de 180 naves, solo volvieron a reclamar su paga 3.722"
- 1614: en el océano Atlántico, a unos 30 km al sur de la isla Terceira (38°24′N 27°00′O / 38.4, -27, en las islas Azores, a 1550 km al oeste de Lisboa), a las 17:00 (hora local) un terremoto de 11 grados en la escala de Mercalli (de magnitud 12) destruye la mayor parte de las casas (de adobe).
- 1675: en las cercanías de Londres, el rey Carlos II ordena la construcción del Observatorio de Greenwich.
- 1704: en Portugal empieza la Guerra de Sucesión Española, con el desembarco en Lisboa del archiduque Carlos de Austria.
- 1780: en Inglaterra se corre por primera vez el Derby de Epsom, famosa prueba hípica británica.
- 1789: en Francia, se abren los Estados Generales.
- 1814: En Valencia (España), el rey Fernando VII, recién llegado al país tras la invasión francesa, ordena la derogación de la Constitución de 1812, la disolución de las Cortes de Cádiz y la detención de los diputados que habían participado en ella, con la intención de convertirse en un monarca absoluto y restaurar el Antiguo Régimen.
- 1839: en Lima (Perú) se funda el diario El Comercio, el más antiguo en vigencia del país.
- 1862: en la Hacienda de las Traperas (México) se libra la batalla de Atlixco (1862). El general Antonio Carvajal y los atlixquenses repelen el ataque de las tropas francesas de apoyo, un día antes de la batalla de Puebla.
- 1872: en Oroquieta (España) tropas del ejército liberal, mandadas por el general Moriones, derrotan a los carlistas.
- 1886: en Chicago (Estados Unidos) sucede la Revuelta de Haymarket tras la huelga general iniciada tres días antes. Debido a esta masacre, el 1 de mayo se celebra en todo el mundo (menos en Estados Unidos) el Día Internacional de los Trabajadores.
- 1887: España firma un acuerdo con la Triple Alianza sobre el mantenimiento del statu quo en el Mediterráneo.
- 1888: en La Plata, Buenos Aires y Montevideo ocurre un terremoto de 5,5 grados en la escala de Richter, conocido como Terremoto del Río de la Plata.[1]
- 1901: en Barcelona (España) se estrena con éxito el filme Los gimnastas maravillosos.
- 1902: en Barcelona (España) se suspenden los Juegos Florales debido a las protestas contra la bandera española.
- 1906: en París, el presidente Armand Fallières recibe al rey Eduardo VII de Inglaterra.
- 1908: en el Reichstag se presenta un Libro blanco sobre Marruecos, que trata sobre todo de la intervención de los franceses en Casablanca (Marruecos) y de los intentos de Francia y España por crear una tropa policial.
- 1909: en Orense, el obispo de la diócesis es silbado y apedreado.
- 1909: Sevilla (España) sufre una grave epidemia de tifus.
- 1910: un terremoto de magnitud 6,2 en la escala de Richter destruye casi completamente la ciudad de Cartago, primera capital de Costa Rica, con un saldo de mil muertos, aproximadamente el 10% de la población total de la ciudad.
- 1916: Oriente Próximo se divide en dos zonas de influencia: Francia toma como protectorados Siria y Líbano; Gran Bretaña toma Palestina, Transjordania e Irak.
- 1917: en el marco de la Primera Guerra Mundial, Nicaragua rompe relaciones diplomáticas con Alemania.
- 1919: en Pekín (China), una manifestación nacionalista contra la transferencia de los intereses alemanes a Japón se convierte en una verdadera reivindicación de la independencia de China, siendo el Movimiento del Cuatro de Mayo.
- 1919: en la ciudad zaireña de Katanga (actual Shaba) se declaran en huelga los obreros de la Unión Minera y de los ferrocarriles.
- 1922: Inglaterra e Italia reconocen el Gobierno de los sóviets.
- 1922: en Chile, las feministas designan a Graciela Mandujano para que les represente en el Congreso que se celebrará en Baltimore (Estados Unidos).
- 1923: en Viena se registran sangrientos enfrentamientos entre nacionalsocialistas, socialdemócratas y la policía.
- 1923: en Madrid (España) se inaugura un ramal del metropolitano desde la calle de Atocha al puente de Vallecas.
- 1924: en Alemania, el SPD vence en las elecciones legislativas.
- 1927 en Nicaragua, Augusto C. Sandino se niega a entregar las armas luego del "Pacto del Espino Negro" firmado por José María Moncada jefe militar liberal y Henry L. Stimson, enviado del gobierno estadounidense.
- 1927: en Estados Unidos, el militar Hawthorne C. Gray, asciende en globo hasta una altura de casi trece kilómetros.[2]
- 1928: China y Japón reanudan las hostilidades.
- 1929: en Austria, Ernest Streeruwitz preside el nuevo Gobierno.
- 1930: en la XXI carrera Targa Florio, el piloto italiano Achile Varzi vence al volante de un Alfa Romeo.
- 1931: el Gobierno español acuerda un nuevo sistema electoral.
- 1934: José Calvo Sotelo llega a Madrid desde el exilio.
- 1935: en Granada (España) se producen violentos enfrentamientos por la venta del periódico Patria.
- 1938: la Santa Sede reconoce al régimen de Francisco Franco como Gobierno legítimo en España.
- 1938: en la República de Irlanda, Douglas Hyde es elegido presidente.
- 1939: España se retira de la Sociedad de Naciones.
- 1939: en la URSS, Maxim Litvinov es reemplazado por Viacheslav Mólotov como Comisario del Pueblo para Asuntos Exteriores.
- 1941: en Madrid (España) se inaugura el hipódromo de la Zarzuela.
- 1944: en el teatro Infanta Isabel se estrena El azahar de la novia, comedia de Luis Fernández Ardavín.
- 1945: en el castillo de Itter se produce el asedio a dicho castillo, en el que las tropas americanas y el Heer antinazi se une contra las SS para defender el castillo siendo la primera vez que estadounidenses y alemanes combaten juntos como aliados y la primera vez que el ejército estadounidense combate en un castillo medieval
- 1947: en Italia, Vasco Pratolini publica Crónica de los pobres amantes.
- 1949: en Italia, mueren en accidente aéreo todos los miembros de la plantilla del Torino, base de la selección nacional italiana de fútbol.
- 1950: en Argentina, el gobierno de Juan Domingo Perón detiene a todos los dirigentes comunistas.
- 1951: en Nicaragua asume la presidencia Anastasio Somoza.
- 1954: en Paraguay, el general Alfredo Stroessner da un golpe de Estado y se nombra presidente de la República.
- 1954: en una barcaza sobre el cráter de la bomba Unión (detonada el 25 de abril), en el atolón Bikini, Estados Unidos detona la bomba de hidrógeno Yankee, de 13 500 kilotones. En comparación, la bomba Little Boy  (del ataque atómico estadounidense contra civiles en Hiroshima, en 1945) fue de 15 kilotones.

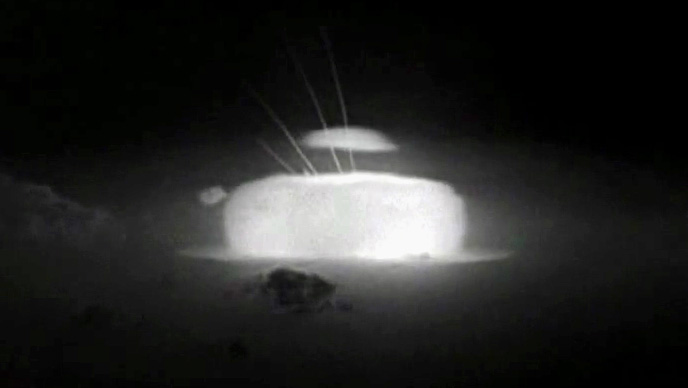
La bomba atómica Lacrosse, detonada el 4 de mayo de 1956.

- 1956: en el atolón Eniwetak (en las islas Marshall, en medio del océano Pacífico), Estados Unidos detona la bomba atómica Lacrosse (nombre de una etnia de nativos americanos), de 40 kilotones, la primera de las 17 de la operación Redwing. Es la bomba n.º 71 de las 1132 que Estados Unidos detonó entre 1945 y 1992.
- 1957: en Bilbao (España), tras medio siglo de existencia, cierra sus puertas el popular café El León de Oro.
- 1959: Primera entrega de los Premios Grammy en la historia
- 1962: a 1594 metros de altura, sobre el atolón Kiritimati, a las 9:05 de la mañana (hora local) Estados Unidos detona su bomba atómica Questa, de 670 kilotones. Es la bomba n.º 232 de las 1132 que Estados Unidos detonó entre 1945 y 1992.
- 1963: en Haití, el presidente François Duvalier decreta la ley marcial.
- 1964: en España se estrena con gran éxito la película La verbena de la Paloma, de José Luis Sáenz de Heredia, protagonizada por Concha Velasco y Vicente Parra.
- 1967: en la isla de Yaros (Grecia), son internadas más de 6000 personas contrarias al régimen.
- 1969: en Punta de Vacas —al pie del monte Aconcagua (Argentina), Mario Rodríguez (conocido como Silo) funda el Movimiento Humanista.
- 1970: en Madrid el tenista español Manuel Santana gana el Torneo Internacional Puerta de Hierro.
- 1970: en Ohio, Estados Unidos, se produce la masacre de la Universidad Estatal de Kent.
- 1971: en Buenos Aires Jacobo Timerman funda el periódico La Opinión.
- 1976: en Madrid (España) se funda el diario El País.
- 1979: en España, dentro del marco de la transición a la democracia, se constituye el nuevo Senado.
- 1979: en el Reino Unido, Margaret Thatcher es elegida jefe del Gobierno. Es la primera mujer que desempeña este cargo en este país.
- 1981: en Montevideo (Uruguay) se inaugura una reunión plenaria de la CEPALC (Comisión Económica para América Latina y el Caribe).
- 1982: en la guerra de las Malvinas, un avión argentino hunde (mediante un misil) el destructor Sheffield, la nave más moderna de la flota británica.[3]
- 1983: en Irán se disuelve el Partido Comunista.
- 1983: en España la banda terrorista ETA asesina a Pedro Barquero, cabo de la Policía Nacional, a su mujer, María Dolores Ledo y a Julio Segarra, teniente de la Policía Nacional.
- 1985: en Gotemburgo (Suecia) la canción La Det Swinge (del dúo Bobbysocks) gana por Noruega la XXX Edición de Eurovisión.
- 1985: en Alicante, la policía encuentra las cinco bombas que había anunciado la banda terrorista ETA.
- 1985: en la localidad de Plan (Huesca) se celebra la primera boda tras la «caravana de mujeres» que llegó al pueblo.
- 1988: en Wistard (Estados Unidos) investigadores obtienen (mediante técnica de ingeniería genética) la primera vacuna contra la rabia.
- 1989: en Pekín (China) estudiantes y trabajadores marchan en demanda de reformas democráticas.
- 1989: en Buenos Aires, ante el deterioro económico, el Gobierno argentino aprueba el tercer plan de ajuste en dos meses.
- 1990: en España, el bioquímico Santiago Grisolía recibe el Premio Príncipe de Asturias de Investigación Científica y Técnica.
- 1990: en Grecia, el Parlamento elige como presidente a Konstantinos Karamanlis.
- 1991: en Roma, la canción Fångad av en stormvind (de la cantante sueca Carola Häggvist) resulta vencedor en la XXXVI Edición de Eurovisión.
- 1993: en Andorra entra en vigor la Constitución.
- 1994: el Parlamento Europeo aprueba el ingreso de Finlandia, Noruega, Austria y Suecia en la Unión Europea.
- 1994: Isaac Rabin y Yasir Arafat firman el acuerdo de creación de la primera entidad palestina en Gaza y Jericó.
- 1995: en España, las tenistas Arantxa Sánchez Vicario y Conchita Martínez, el golfista José María Olazabal y el atleta Fermín Cacho reciben los Premios Nacionales del Deporte.
- 1996: en España, José María Aznar se convierte en presidente del Gobierno, tras 13 años de gobierno del PSOE.
- 1997: el papa Juan Pablo II beatifica por primera vez a un religioso español de origen gitano, llamado Ceferino Giménez Malla (1863-1936), conocido por el apodo de "El Pele".
- 1997: el papa Juan Pablo II beatifica a la Madre Encarnación Rosal (1820-1886), reformadora de la segunda orden betlemita, primera beata guatemalteca.
- 1998: en la Ciudad del Vaticano, el comandante de la Guardia Suiza Pontificia, Alois Estermann, y su esposa, la venezolana Gladys Meza, son asesinados en su casa por un suboficial que luego se suicida.
- 2000: el virus informático ILoveYou paraliza a millones de ordenadores en todo el mundo.
- 2001: el papa Juan Pablo II visita Grecia y pide perdón a los fieles ortodoxos por los abusos cometidos por la Iglesia católica.
- 2002: Estados Unidos lanza el satélite de observación terrestre Aqua.
- 2003: en Madrid, el papa Juan Pablo II canoniza a tres religiosas españolas (Ángela de la Cruz, Maravillas de Jesús y Genoveva Torres Morales) y a dos sacerdotes españoles (Pedro Poveda y José María Rubio).
- 2003: el Club Balonmano Ciudad Real gana la Recopa de Europa frente al Redbergslids IK mientras el Portland San Antonio pierde la Liga de Campeones ante el Montpellier.
- 2004: el precio del barril de petróleo alcanza los 36 dólares, el precio más alto en 13 años.
- 2004: en la Catedral del Salvador de Ávila se inaugura la duodécima exposición de Las Edades del Hombre.
- 2005: el Gobierno pakistaní anuncia la detención del libio Abu Farah, dirigente de Al Qaeda y responsable de organizar atentados contra el presidente Pervez Musharraf.
- 2005: en España, el Ministerio de Medio Ambiente informa de que los embalses españoles se encuentran al 59% de su capacidad y califica la situación como de extrema sequía.
- 2005: la obra Pájaro en el espacio de Constantin Brâncuşi se subasta por 21 millones de euros, la cifra más alta alcanzada por una escultura en una subasta.
- 2005: El Instituto Worldwatch y Comisiones Obreras presentan un informe en el que se indica que España es el país industrializado donde más aumentan las emisiones de CO2.
- 2006: en México comienza la alerta roja del Ejército Zapatista de Liberación Nacional.
- 2008: el Real Madrid C. F. se proclama campeón de Liga por 31.ª vez en su historia.
- 2008: en el Departamento de Santa Cruz, Bolivia, se realiza un referéndum acerca de la autonomía de esta región, ganando el «sí» con un 85,6%.
- 2009: en Venezuela se produce un temblor de 5,5 grados en la escala de Richter.
- 2011: se establece el Día Mundial de Star Wars  debido al impacto mediático de la saga.
- 2021: en México, un vagón de la línea 12 del metro de Ciudad cae debido a daños estructurales del puente por el que estaba pasando. Hasta las 12:23 se contabilizaban 15 muertos y 70 heridos.
- 2021: En Madrid, el PP gana las Elecciones a la Asamblea de Madrid, saliendo electa Isabel Díaz Ayuso como presidenta de la Comunidad de Madrid.

## Nacimientos
- 1008: Enrique I, rey francés (f. 1060).
- 1611: Carlo Rainaldi, arquitecto italiano (f. 1691).
- 1622: Juan de Valdés Leal, pintor español (f. 1691).
- 1654: Kangxi, emperador chino (f. 1722)
- 1655: Bartolomeo Cristofori, constructor italiano de instrumentos musicales, inventor del piano (f. 1731).
- 1718: Philippe Loys de Chéseaux, astrónomo y físico suizo (f. 1751).
- 1733: Jean-Charles de Borda, matemático, físico, astrónomo y marino francés (f. 1799).
- 1744: Marianne von Martinez, compositora y cantante austríaca (f. 1812).
- 1757: Manuel Tolsá, arquitecto y escultor español (f. 1816).
- 1766: Johann Friedrich Herbart, filósofo y pedagogo alemán (f. 1841).
- 1777: Louis Jacques Thénard, químico francés (f. 1857).
- 1780: José María Arrubla Martínez, político y estadista colombiano (f. 1816).
- 1786: Manuel Agustín Heredia, empresario español (f. 1846).
- 1795: José Gregorio Monagas, militar y político venezolano (f. 1858).
- 1796: William H. Prescott, historiador e hispanista estadounidense (f. 1859).
- 1796: Horace Mann Sr., educador y político estadounidense (f. 1859).
- 1810: Lorenzo Salvi, tenor italiano (f. 1879).
- 1825: Thomas Henry Huxley, biólogo británico (f. 1895).
- 1826: Frederic Edwin Church, pintor estadounidense (f. 1900).
- 1827: John Hanning Speke, explorador británico (f. 1864).
- 1852: Alice Liddell, mujer británica, fuente de inspiración para la obra Alicia en el país de las maravillas de Lewis Carroll (f. 1934).
- 1874: Bernhard Hoetger, escultor alemán (f. 1949).
- 1875: Ramiro de Maeztu, escritor y político español (f. 1936).
- 1880: Bruno Taut, arquitecto alemán (f. 1938).
- 1883: Rogelio Fernández Güell, político, escritor y periodista costarricense asesinado por la dictadura de Tinoco (f. 1918).
- 1883: Wang Jingwei, político chino (f. 1944).
- 1885: Américo Castro, historiador español (f. 1972).
- 1887: Ramón Carande, historiador español (f. 1986).
- 1887: Néstor Martín-Fernández de la Torre, pintor español (f. 1938).
- 1903: Luther Adler, actor estadounidense (f. 1984).
- 1904: Joaquín García Morato, aviador español (f. 1939).
- 1904: Agustín Yáñez, escritor y político mexicano (f. 1980).
- 1908: Giovanni Guareschi, escritor humorístico y periodista italiano, autor de Don Camilo (f. 1968).
- 1913: Hisaya Morishige, actor japonés (f. 2009).
- 1914: Gastón Baquero, poeta y ensayista cubano (f. 1997).
- 1915: Ana González, actriz chilena (f. 2008).
- 1917: Orlando Fantoni, futbolista y entrenador brasileño (f. 2002).
- 1921: Harry Daghlian, físico estadounidense (f. 1945).
- 1925: Luis Herrera Campíns, político y periodista venezolano (f. 2007).
- 1926: Pascual Pérez, boxeador argentino campeón olímpico y mundial (f. 1977).
- 1926: Umberto Masetti, piloto de motociclismo italiano (f. 2006).
- 1928: Maynard Ferguson, músico canadiense de jazz (f. 2006).
- 1928: Hosni Mubarak, presidente egipcio (f. 2020).
- 1928: Wolfgang von Trips, piloto de carreras alemán (f. 1961).
- 1929: Manuel Contreras, militar y criminal chileno (f. 2015).
- 1929: Audrey Hepburn, actriz belga (f. 1993).
- 1930: Enrique Chirinos Soto, abogado y político peruano (f. 2007).
- 1930: Milián Milianich, futbolista yugoslavo (f. 2012).
- 1931: Gennadi Rozhdéstvenski, director de orquesta y músico ruso. (f.2018)
- 1932: Carmen Castillo García, catedrática y filóloga española.
- 1933: Ricardo Arias Calderón, político panameño (f. 2017).
- 1933: Manuel Pareja Obregón, compositor español (f. 1995).
- 1934: Tatiana Samóilova, actriz rusa (f. 2014).
- 1935: José Sanfilippo, futbolista argentino.
- 1936: El Cordobés (Manuel Benítez), torero español.
- 1937: Dick Dale, músico y guitarrista estadounidense (f. 2019).
- 1937: David Waisman, empresario y político peruano.
- 1937: Ron Carter, contrabajista estadounidense de jazz.
- 1938: Tyrone Davis, cantante estadounidense.
- 1938: Carlos Monsiváis, escritor y periodista mexicano (f. 2010).
- 1938: Nicolás Sartorius, político español.
- 1939: Paul Gleason, actor estadounidense.
- 1939: Amos Oz, escritor israelí (f. 2018).
- 1940: Robin Cook, escritor estadounidense.
- 1943: Mari Carmen Martínez-Villaseñor, ventrílocua y humorista española (f. 2023).
- 1944: Monica Bleibtreu, actriz, guionista y profesora austriaca (f. 2009).
- 1944: Russi Taylor, actriz de voz estadounidense (f. 2019).
- 1944: Thelma Tixou, vedette, cantante, bailarina y actriz mexicana de origen argentino (f. 2019).
- 1946: John Watson, piloto norirlandés de Fórmula 1.
- 1948: Jorge Tupou V, rey de Tonga (f. 2012).
- 1949: Graham Swift, escritor británico.
- 1951: Jackie Jackson, músico estadounidense, de la banda The Jackson Five.
- 1951: Rolf de Heer, cineasta australiano.

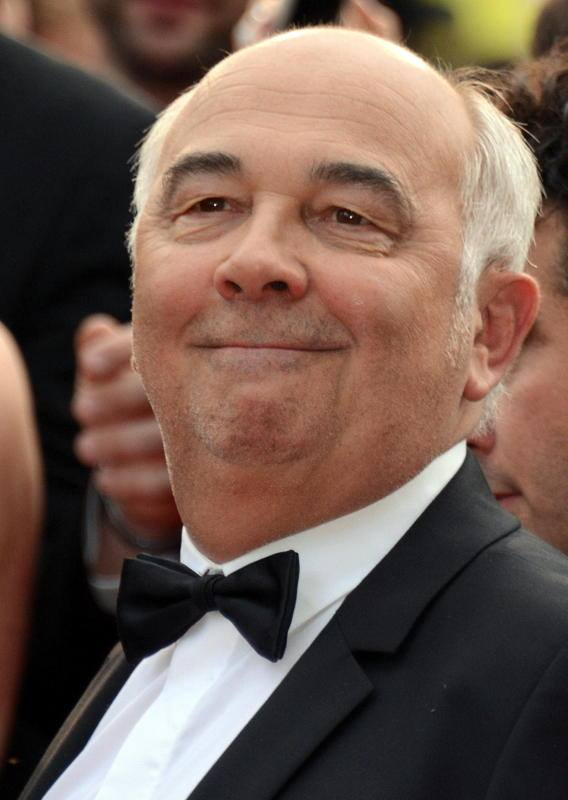
Gérard Jugnot

- 1951: Gérard Jugnot, actor y cineasta francés.
- 1951: Mick Mars, guitarrista estadounidense, de la banda Mötley Crüe.
- 1953: Pedro Guerrero Guerrero, jurista y empresario español.
- 1956: Ulrike Meyfarth, atleta alemana.
- 1956: Alejandro Escudero, actor argentino de cine, teatro y televisión (f. 2014).
- 1958: Keith Haring, pintor estadounidense (f. 1990).
- 1958: Tony Friel, bajista inglés.
- 1958: Thomas Darling, remero estadounidense.
- 1958: Antonis Minou, futbolista griego.
- 1959: Randy Travis, cantante estadounidense.
- 1959: Santos Cerdán, político español.
- 1960: Werner Faymann, canciller austriaco.
- 1960: Guillermo Fesser, periodista y humorista español.
- 1961: Lucho Herrera, ciclista colombiano.
- 1961: Herbert Vianna, músico brasilero, de la banda Os Paralamas do Sucesso.
- 1963: Luis Jaime Castillo Butters, arqueólogo peruano.
- 1964: Marc Leduc, boxeador canadiense.
- 1967: Outi Alanne, escritora finlandesa.
- 1967: Dominik Schwaderlapp, obispo católico alemán.
- 1967: Akiko Yajima, seiyū japonesa.
- 1967: Ana Gasteyer, actriz estadounidense.
- 1970: Gregg Alexander, cantante estadounidense, de la banda New Radicals.
- 1970: Manolo Castro, locutor de radio español.
- 1970: Sergio Basáñez, actor mexicano.
- 1970: Will Arnett, actor canadiense.
- 1971:  Mónica Pérez, actriz española.
- 1972: Mike Dirnt, bajista estadounidense, de la banda Green Day.
- 1973: Guillermo Barros Schelotto y Gustavo Barros Schelotto, futbolistas argentinos.

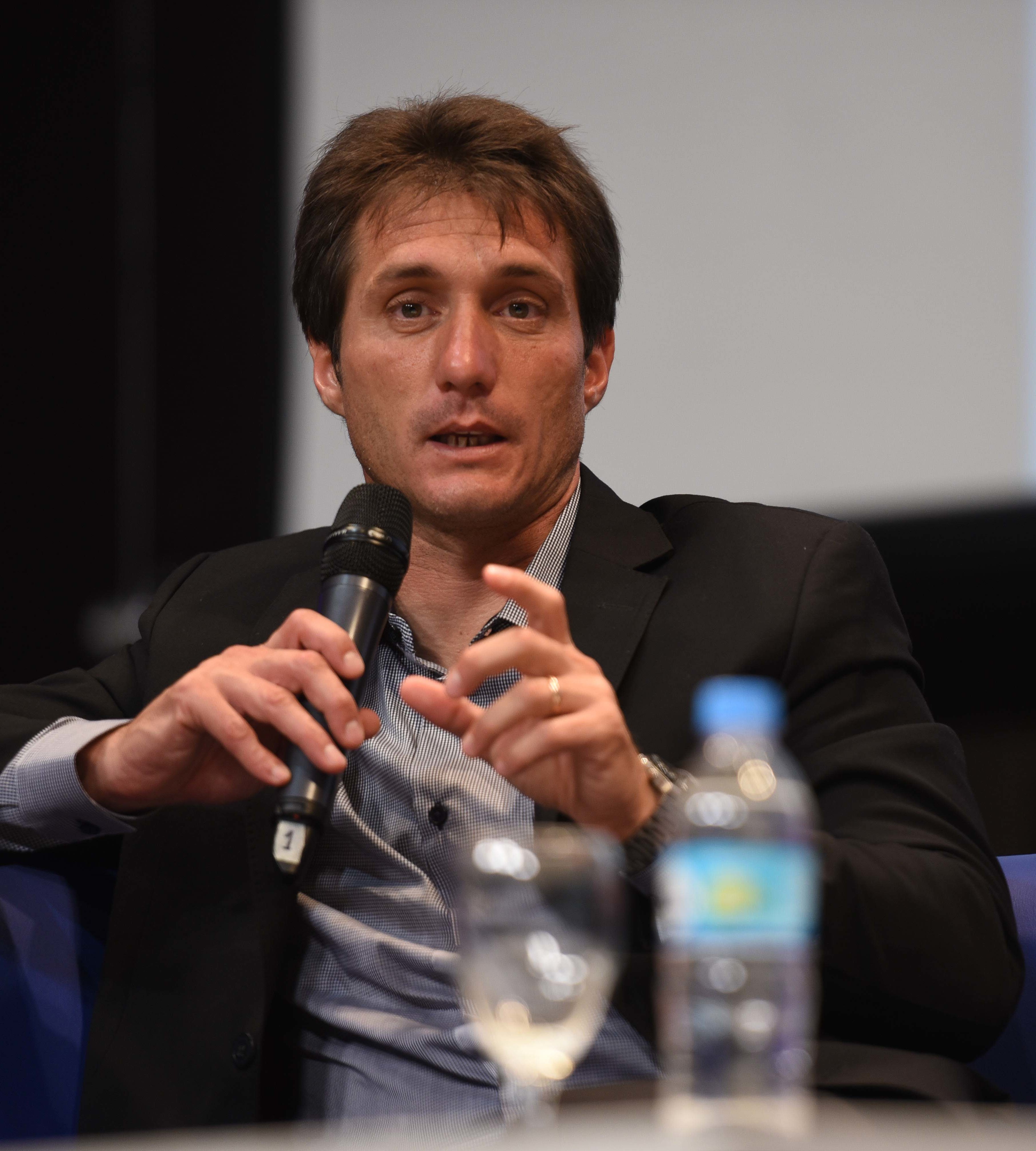

- 1973: Gastón Recondo, periodista deportivo argentino.
- 1973: Giuseppe Zappella, futbolista italiano.
- 1974: Miguel Cairo, beisbolista venezolano.
- 1975: Óscar Jaenada, actor español.
- 1975: Pablo Ruiz, cantante argentino.
- 1976: Luis Amado Tarodo, jugador español de fútbol sala.
- 1977: Pavlo Read, músico argentino.
- 1977: Emily Perkins, actriz canadiense.
- 1977: Mariano Pernía, futbolista hispanoargentino.
- 1977: Demphra, cantante dominicana, exmiembro de La Factoría.
- 1978: Daisuke Ono, seiyū japonés.
- 1979: Lance Bass, cantante estadounidense, de la banda 'N Sync.
- 1979: Warren Barfield, cantante estadounidense de música cristiana.
- 1979: Edin Bašić, balonmanista bosnio.
- 1979: Gurutze Fernández, futbolista española.
- 1980: Masashi Ōguro, futbolista japonés.
- 1981: Dallon Weekes, bajista, cantante y compositor estadounidense.
- 1982: Isabel Aboy, actriz española.
- 1982: Markus Rogan, nadador austriaco.
- 1984: Little Boots, cantante británica.
- 1984: Orange Cassidy, luchador profesional estadounidense.
- 1985: Eva Lin, actriz pornográfica transexual filipina-estadounidense.
- 1985: Felipe Borges, balonmanista brasileño.
- 1986: George Hill, baloncestista estadounidense.
- 1987: Cesc Fàbregas, futbolista español.
- 1987: Jorge Lorenzo, piloto de motociclismo español.
- 1988: Radja Nainggolan, futbolista belga.
- 1988: Enrico Alfonso, futbolista italiano.
- 1988: Ignacio Agustín Torres, político argentino, Gobernador del Chubut desde 2023.
- 1990: Bram Nuytinck, futbolista neerlandés.
- 1991: Nicolas Hasler, futbolista liechtensteiniano.
- 1992: Victor Oladipo, baloncestista estadounidense.
- 1992: Courtney Jines, actriz estadounidense.
- 1992: Ashley Rickards, actriz estadounidense.
- 1993: Ruslan Malinovskyi, futbolista ucraniano.
- 1993: Vitālijs Barinovs, futbolista letón.
- 1993: Dorian Finney-Smith, baloncestista estadounidense.
- 1993: Kristoffer Skjerping, ciclista noruego.
- 1993: Marloes Keetels, jugadora de hockey sobre césped neerlandesa.
- 1994: Julie Biesmans, futbolista belga.
- 1994: Paola Di Marino, futbolista italiana.
- 1994: Laura Ortiz, futbolista española.
- 1994: Sarah Huchet, futbolista francesa.
- 1995: Alex Lawther, actor británico.
- 1995: Johnathan Motley, baloncestista estadounidense.
- 1995: Martin Ellingsen, futbolista noruego.
- 1996: Pelayo Roza, piragüista español.
- 1996: Masahito Onoda, futbolista japonés.
- 1996: Vasilije Vučetić, baloncestista serbio.
- 1996: Arielle Gold, snowboarder estadounidense.
- 1997: Nathalie Björn, futbolista sueca.
- 1998: Fernanda Hidalgo, futbolista chilena.
- 1998: Frank Jackson, baloncestista estadounidense.
- 1998: Paweł Tomczyk, futbolista polaco.
- 1998: Houboulang Mendes, futbolista bisáu-guineano.
- 1998: Clara Azurmendi, jugadora de bádminton española.
- 1998: Tijana Bogdanović, taekwondista serbia.
- 1998: Shinaryen, actriz pornográfica y modelo erótica estonia.
- 1999: Lee Suhyun, cantante surcoreana.
- 1999: Louis Verstraete, futbolista belga.
- 1999: William Reais, atleta suizo.
- 1999: Alfon, futbolista español.
- 1999: Riku Tanaka, futbolista japonés.
- 1999: Jefferson Valverde, futbolista ecuatoriano.
- 1999: André Drege, ciclista noruego (f. 2024).
- 2000: Kevin Porter Jr., baloncestista estadounidense.
- 2000: Alexandre Balmer, ciclista suizo.
- 2000: Agustín Urzi, futbolista argentino.
- 2000: Abdallahi Mahmoud, futbolista mauritano.
- 2000: Amara Miller, actriz estadounidense.
- 2000: Nicholas Hamilton, actor australiano.
- 2000: Karyna Yarmolenka, gimnasta artística bielorrusa.
- 2000: Andreas Bucșă, atleta rumano.
- 2000: Poema Newland, regatista francesa.
- 2000: Clément Secchi, nadador francés.
- 2000: Daniela Cociu, piragüista moldava.
- 2001: Joan García Pons, futbolista español.
- 2001: Nicolas Seiwald, futbolista austriaco.
- 2001: Rodrigo Muniz, futbolista brasileño.
- 2001: Ramiro Enrique, futbolista argentino.
- 2002: Anastasiya Petryk, cantante ucraniana.
- 2002: Franco Alfonso, futbolista argentino.
- 2003: Saga Vanninen, atleta finlandesa.
- 2004: Chaima Sidaui, judoca tunecina.
- 2005: Will Alves, futbolista británico.
- 2007: Kendry Páez, futbolista ecuatoriano.
- 2009: Enrique de Dinamarca, príncipe danés.
- 2010: Brooklynn Prince, actriz infantil estadounidense.

## Fallecimientos
- 1525: Pedro de Córdoba, religioso español y gran defensor de los nativos americanos (n. 1482).
- 1578: Martin Eisengrein, teólogo alemán (n. 1535).
- 1677: Isaac Barrow, matemático británico (n. 1630).
- 1727: Luis Armando II de Borbón-Conti, aristócrata francés (n. 1695).
- 1776: Jacques Saly, escultor francés (n. 1717).
- 1847: Alexandre Vinet, teólogo suizo (n. 1797).
- 1855: Camille Pleyel, pianista francés (n. 1788).
- 1869: Heinrich Max Imhof, escultor suizo (n. 1795).
- 1878: Roberto de Visiani, médico y biólogo italiano (n. 1800).
- 1885: Francisco Valero y Padrón, político español firmante del Pacto Federal Castellano (n. 1824).
- 1906: Leopoldo Montes de Oca, médico y académico argentino (n. 1834).
- 1912: Nettie Stevens, genetista estadounidense (n. 1861)
- 1922: Joaquín Montaña, militar argentino (n. 1846).
- 1935: Narciso Díaz de Escovar, poeta y erudito español (n. 1860).
- 1937: Noel Rosa, sambista, cantante, compositor, mandolinista y guitarrista brasileño (n. 1910).
- 1938: Jigorō Kanō, artista marcial japonés, creador del judo (n. 1860).
- 1938: Carl von Ossietzky, escritor y pacifista alemán, premio nobel de la paz en 1935 (n. 1889).
- 1949: Valentino Mazzola, futbolista italiano (n. 1919).
- 1949: Mario Rigamonti, futbolista italiano (n. 1922).
- 1951: Eduardo Bradley, precursor de la aviación argentina (n. 1887).
- 1955: George Enescu, director de orquesta y compositor rumano (n. 1881).
- 1964: Ramón Barba Guichard, escultor y dibujante español (n. 1892).
- 1966: Amédée Ozenfant, pintor francés (n. 1886).
- 1969: Osbert Sitwell, escritor británico (n. 1892).
- 1971: Seamus Elliott, ciclista irlandés (n. 1934).
- 1972: Edward Calvin Kendall, químico estadounidense, premio nobel de fisiología o medicina en 1950 (n. 1886).
- 1972: Josep Samitier, futbolista español (n. 1902).
- 1973: Jane Bowles, escritora estadounidense (n. 1917).
- 1975: Moe Howard (Moses Harry Horwitz), actor y comediante judío estadounidense, uno de los Tres Chiflados (n. 1897).
- 1975: Karl Otto Paetel, político bolchevique, filósofo neopagano y periodista alemán (n. 1906), miembro de la resistencia antinazi; expatriado en Estados Unidos, en 1961 publicó La autodefensa de los negros estadounidenses contra el apartheid que asoló ese país hasta 1967.[4]
- 1978: Jorge de Sena, escritor portugués (n. 1919).
- 1980: Mariscal Tito (Josip Broz), militar yugoslavo, dictador entre 1953 y 1980 (n. 1892).
- 1984: Bob Clampett, animador estadounidense (n. 1913).
- 1984: Diana Dors, actriz británica (n. 1931).
- 1986: Isidro Parga Pondal, geólogo español (n. 1900).
- 1987: Paul Butterfield, músico estadounidense (n. 1942).
- 1992: Henri Guillemin, escritor e historiador francés (n. 1903).
- 1993: Andrés Mateo, futbolista español (n. 1918).
- 1997: Lyman Bradford Smith, botánico estadounidense (n. 1904).
- 2001: Anne Anastasi, psicóloga estadounidense, pionera de la psicometría (n. 1908)
- 2002: Gerónimo Saccardi, futbolista argentino (n. 1949).
- 2003: Sesto Bruscantini, bajo y barítono italiano (n. 1919).
- 2006: Alejandra Boero, actriz argentina (n. 1918).
- 2006: Valentín Trujillo Gazcón, actor, director y productor cinematográfico mexicano (n. 1951).
- 2007: Pensri Poomchoosri, cantante tailandés (n. 1929).
- 2008: Jaime Gómez, futbolista mexicano (n. 1929).
- 2009: Robert Campbell, futbolista y entrenador escocés (n. 1922).
- 2009: Fritz Muliar, actor austriaco (n. 1919).
- 2010: Ángel Cristo, domador y empresario circense español (n. 1944).
- 2012: Adam Yauch, músico estadounidense, de la banda Beastie Boys (n. 1964).
- 2012: Rashidi Yekini, futbolista nigeriano (n. 1963).
- 2013: Christian de Duve, bioquímico belga (n. 1917).
- 2014: Elena Baltacha, tenista británica de origen ucraniano (n. 1983).
- 2014: Al Pease, piloto británico-canadiense de automovilismo (n. 1921).
- 2014: Tatiana Samóilova, actriz rusa (n. 1934).
- 2014: Tony Settember, piloto estadounidense de automovilismo (n. 1926).
- 2015: Jesús Hermida, periodista español (n. 1937).
- 2016: Ángel de Andrés López, actor español (n.1951).
- 2017: Antonio Menchaca, productor chileno (n. 1938).
- 2020: Don Shula, director técnico estadounidense de la NFL (n. 1930).
- 2020: Tom Lupo, psicoanalista, poeta y locutor de radio argentino (n. 1945).
- 2021: Omar Hugo Gómez, futbolista argentino (n. 1955).
- 2021: Paulo Gustavo, actor, humorista, director, guionista y presentador brasileño (n. 1978).
- 2021: Nick Kamen, cantante y modelo británico (n. 1962).
- 2021: Leslie Marr, paisajista, pintor y piloto de automovilismo británico (n. 1922).
- 2024: Javier Martínez, cantante y compositor argentino (n. 1946), pionero del rock en español.

## Celebraciones
- Día Internacional de los Bomberos.[5]
Decidido el 4  de enero de  1999, fecha de la muerte de cinco bomberos durante un incendio forestal en Australia, y se fijó el día de San Florián, santo patrón de los bomberos.[6]

- Día Internacional del Combatiente de Incendios Forestales.[5]

- Día de Star Wars.
La fecha fue elegida debido al juego de palabras en inglés «May the 4th» (4 de mayo), que parece «May the Force be with you» (‘que la Fuerza te acompañe’), frase icónica de las películas Star Wars.

 Por países
(Por orden alfabético)
- Afganistán: 
  - Día del Recuerdo. En honor de los mártires y discapacitados.

- Argentina: 
  - Día de la Aviación Naval Argentina.
  - Día del Montacarguista.
    -  Misiones: 
      - Aniversario de Montecarlo.
Cuenta la historia que el primer colono que desembarcó en estas tierras, junto a Carlos Culmey, fue Jacobo Bischoff, el 4 de mayo de 1920.[7]
Fundación: 4 de mayo de 1920 (105 años).

- China: 
  - Día de la Juventud.
Decretado en 1949 para conmemorar el Movimiento del 4 de mayo, una manifestación nacionalista de estudiantes en 1919 contra japoneses y occidentales.

- Estados Unidos:
  -  Rhode Island: Día de la Independencia.

- Indonesia:
  - Kuningan: fiesta hindú balinesa, que tiene lugar también el 30 de noviembre. Este fenómeno ocurre porque el año śaka balinés tiene 210 días.

- Japón: 
  - Kokumin no Kyûjitsu.
(Descanso nacional).

- Letonia: 
  - Día de la Independencia.

- México: 
  - Día del Inmigrante Coreano.

- Nicaragua: 
  - Día de la Dignidad Nacional.
Augusto C. Sandino rechaza el Pacto del Espino Negro negándose a entregar las armas luego que José María Moncada, jefe militar liberal y Henry L. Stimson enviado del gobierno estadounidense pactan en Tipitapa.

- Namibia: 
  - Día de Cassinga.

- Países Bajos: 
  - Dodenherdenking.
Día Nacional del Recuerdo, rememoración de la Segunda Guerra Mundial.

- República de China: 
  - Día Literario. Conmemora el movimiento del 4 de mayo.

- Tonga: 
  - Aniversario de la coronación del rey Jorge Tupou I.

### Santoral católico
- San Godofredo de Hildesheim.[8]

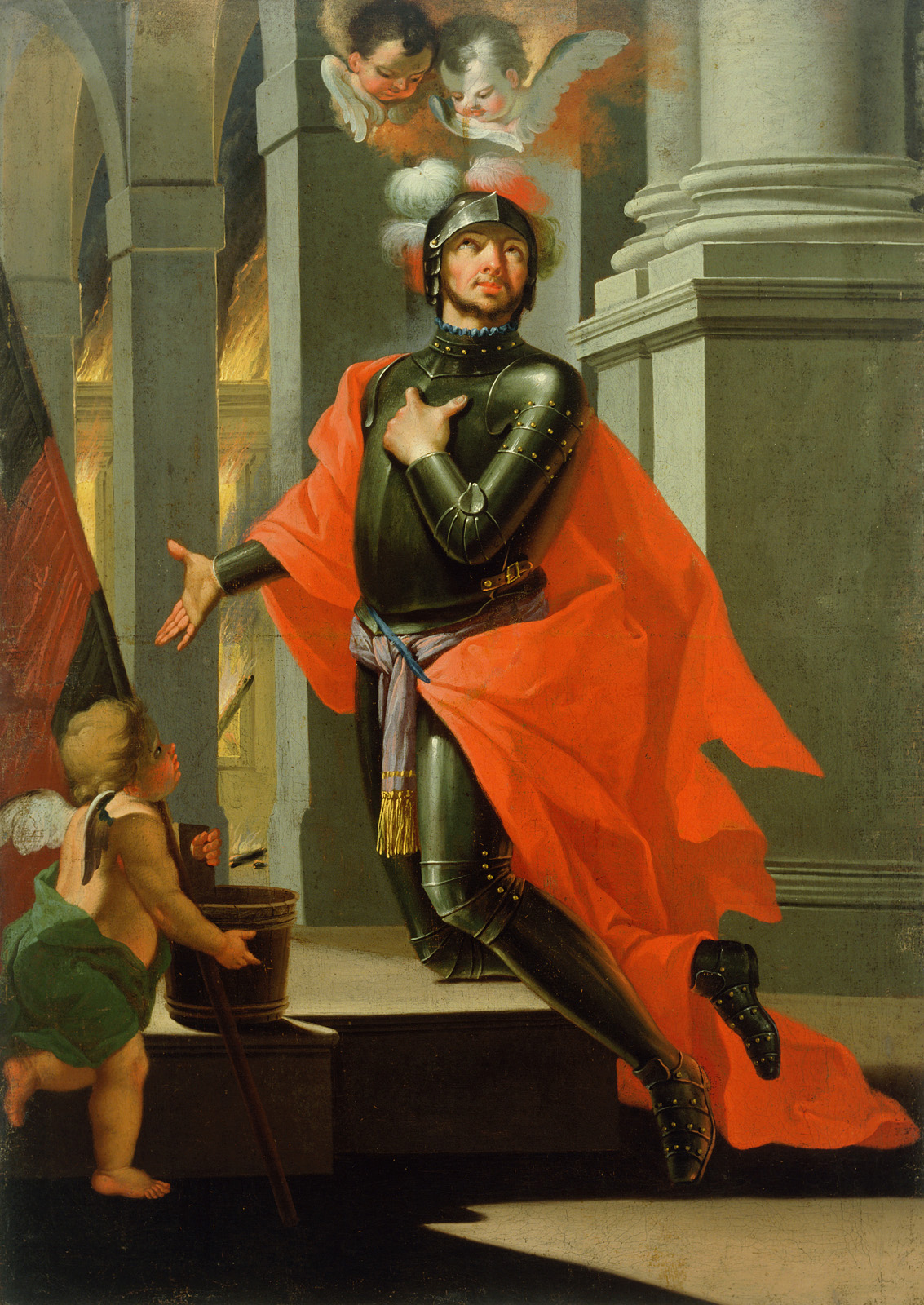
Florián de Lorch, santo patrono de los bomberos.

- Santos Agapio y Secundino de Cirta, obispos (f. 258).
- Santa Antonina de Nicea, mártir (s. III).
- San Florián de Lorch, mártir (f. 304).(imagen ilustrativa).
Patrón de Polonia, de la ciudad de Linz (Austria), de los limpiadores de chimeneas y de los bomberos con fiesta litúrgica el 4 de mayo.
- Santa Antonina de Nicea (s. III).[8]
- San Silvano de Gaza, mártir (f. 304) y compañeros mártires (s. IV).
- San Florián (s. IV).[8]
- San Ciríaco, presbítero y mártir.[8]
- Santos Juan Houghton, Roberto Lawrence y Agustín Webster, presbíteros y mártires (f. 1535).
- Santa Pelagia, virgen y mártir.[8]
- San José María Rubio Peralta (s. XX).[8]

- Beato Ladislao de Gielniow, presbítero (f. 1505).
- Beato Juan Martín Moyë, presbítero (f. 1793), (s. XVIII).[8]
- Beato Eduardo José Rosaz (s. XX).[8]
- Beato Carlos Manuel Rodríguez Santiago (s. XX).[8]
- Beato Ceferino Giménez Malla (s. XX).[8]